# Hölldorf
Hölldorf ist ein Gemeindeteil von Oberschneiding im niederbayerischen Landkreis Straubing-Bogen.

## Geographie und Verkehrsanbindung
Das Dorf Hölldorf liegt südwestlich des Kernortes Oberschneiding auf der Gemarkung Wolferkofen. Die B 20 verläuft östlich. Zusätzlich zum historischen Siedlungskern im Tal des Wiesgrabens, Oberlauf des Irlbachs, werden heute weitere Anwesen im Umfeld einbezogen, so auch die historischen Lagen Am Hundsschweif und Kleine Höhe.
Südlich erhebt sich eine 413 Meter hohe namenlose Erhebung, über die der Hochweg am nördlichen Rand des Oberschneidinger Gemeindeholzes verläuft.

## Sehenswürdigkeiten
In der Liste der Baudenkmäler in Oberschneiding ist für Hölldorf eine Waldkapelle als Baudenkmal aufgeführt, die im 19./20. Jahrhundert neben dem Hochweg auf Oberschneidinger Gemarkung errichtet wurde.